# Pascal Lino
Pascal Lino (Sartrouville, 13 agosto 1966) è un ex ciclista su strada e pistard francese.
Professionista dal 1988 al 2001, vinse un Tour de la Communauté Européenne e una tappa al Tour de France 1993.

## Carriera
Da dilettante partecipò a due edizioni dei mondiali su pista, conquistando un bronzo nella corsa a punti nel 1987; nel 1988 fu campione nazionale nella cronometro a squadre su strada e partecipò ai Giochi olimpici di Seul nella corsa a punti e nell'inseguimento a squadre su pista.
Passò professionista nel settembre del 1988 con la RMO di Bernard Vallet, con cui rimase fino al 1992. Con la squadra francese vinse una tappa al Critérium International e il Tour de la Communauté Européenne nel 1989, oltre alla Sei giorni di Bordeaux su pista nel 1992. Sempre nel 1992 indossò per dieci giorni la maglia gialla di leader della classifica del Tour de France. Nel 1993 passò alla Festina, vincendo nello stesso anno una tappa al Tour de France.
Nel 1995 corse con la squadra Le Groupement e nella stagione successiva con la Roslotto. Nel 1997 passò alla BigMat-Auber 93, con cui l'anno dopo conquistò la Parigi-Camembert e la classifica finale della Coppa di Francia. Nel 2000 tornò alla Festina e si ritirò al termine della stagione 2001.
In carriera partecipò a dieci edizioni del Tour de France, due della Vuelta a España e a tre edizioni dei campionati del mondo.

## Palmarès

### Strada
- 1986 (Dilettanti)

Manche-Océan
- 1987 (Dilettanti)

Classifica generale Tour Nivernais-Morvan
- 1988 (Dilettanti)

Prologo Tour of Greece (Peace and Friendship Stadium > Palaio Faliro, cronometro)
- 1989 (RMO, due vittorie)

2ª tappa Critérium International (Carpentras > Cavaillon)
Classifica generale Tour de la Communauté Européenne
- 1993 (Festina-Lotus, una vittoria)

14ª tappa Tour de France (Montpellier > Perpignano)
- 1998 (BigMat-Auber 93, una vittoria)

Parigi-Camembert

### Pista
- 1992

Sei giorni di Bordeaux

### Altri successi
- 1988

Campionati francesi, Cronosquadre dilettanti (con Jacky Durand, Laurent Bezault e Thierry Laurent)
Critérium du Printemps à Fourchambault
Critérium du Printemps Nivernais
- 1992

Ronde des Korrigans (Camors)
Critérium di Château-Chinon
- 1993

Criterium di Callac
- 1995

Criterium di Saint-Chamond
- 1997

Criterium di Issoire
- 1998 (BigMat-Auber 93)

Classifica generale Coppa di Francia

## Piazzamenti

### Grandi Giri
- Tour de France

1990: 23º
1991: 70º
1992: 5º
1993: 43º
1994: 11º
1996: ritirato (10ª tappa)
1997: ritirato (15ª tappa)
1998: 78º
2000: 112º
2001: 87º
- Vuelta a España

1991: 35º
1994: 14º

### Classiche monumento
- Milano-Sanremo

1990: 51º
1993: 72º
1994: 115º
1996: 84º
- Giro delle Fiandre

1996: 102º
- Parigi-Roubaix

1992: 42º
- Liegi-Bastogne-Liegi

1990: 66º
1993: 49º
- Giro di Lombardia

1991: 14º

### Competizioni mondiali
- Campionati del mondo su pista

Colorado Springs 1986 - Corsa a punti dilettanti: 5º
Vienna 1987 - Corsa a punti dilettanti: 3º
- Campionati del mondo su strada

Agrigento 1994 - In linea: 56º
Valkenburg 1998 - In linea: ritirato
Verona 1999 - In linea: ritirato
- Giochi olimpici

Seul 1988 - Ins. squadre: 4º
Seul 1988 - Corsa a punti: 7º